# Redarquía
La redarquía es un modelo organizativo emergente característico de las nuevas redes abiertas de colaboración -muy especialmente la Web 2.0- y está basado en las interacciones que múltiples agentes mantienen entre sí cuando comparten su talento y su conocimiento de forma abierta y transparente, en relaciones de igual a igual.
Frente al tradicional modelo organizativo jerárquico, en el que las órdenes son impuestas y discurren exclusivamente de arriba abajo, la redarquía es un orden que funciona de abajo arriba: las decisiones y las soluciones emergen de forma natural como destilación espontánea de la inteligencia colectiva.
El concepto de redarquía fue definido por primera vez por el tecnólogo y emprendedor José Cabrera tomando como punto de partida el modelo organizativo de las comunidades de desarrolladores de software libre, capaces de organizarse y de crear productos y servicios extraordinariamente complejos y sofisticados sin una estructura jerárquica tradicional. Con la redarquía, Cabrera ha intentado sintetizar el funcionamiento y las propiedades de las nuevas estructuras en red típicas de la colaboración masiva.
En Latinoamérica el concepto fue introducido y desarrollado en el marco de la gestión del talento por Marcelo Márquez, profesor e investigador de la Universidad Nacional del Comahue, en sus trabajos: Liderazgo, gestión de equipos y redarquía (2011) y Gestión del Talento, el desafío de administrar la esencia (2009).

## Redes basadas en la confianza y el valor añadido
La esencia de una estructura redárquica son las relaciones de participación descentralizadas y los flujos de actividad connaturales a las redes de colaboración. Estas redes no están basadas en la sumisión y el acatamiento acrítico de las órdenes emitidas por una clase dirigente, sino en la confianza, el valor añadido y la autenticidad de cada uno de los miembros que conforman la red.
El mero hecho de colaborar y compartir de igual a igual genera interacciones, propuestas y soluciones innovadoras, y permite que la actividad se traslade, de forma natural, a los nodos en los que realmente se está aportando valor a la organización. Siguiendo esta filosofía, en las organizaciones redárquicas el orden no se impone desde arriba, en cascada, sino que emerge desde abajo, fruto de las relaciones de colaboración.

## Redarquía frente a jerarquía
La jerarquía tiene un carácter marcadamente unidireccional: las relaciones se producen entre dos agentes, pero uno de ellos -el superior- puede hacer valer su poder para imponer su visión al otro -el subordinado-. En la redarquía, en cambio, las relaciones son multidireccionales y se generan en red. Los agentes están dotados de capacidad de decisión y organización, y se relacionan los unos con los otros de forma libre y abierta. El trabajo se realiza de forma distribuida, aprovechando las conexiones entre los diferentes nodos de generación de valor.
La jerarquía se sustenta en un orden de poder impuesto por delegación de autoridad, mientras que la redarquía está basada en un orden emergente de colaboración; la primera se basa en órdenes y relaciones de dependencia, en las que el superior administra los recursos, mientras que la segunda se basa en conversaciones; la jerarquía, en fin, está basada en premios y castigos, y la redarquía se fundamenta en la transparencia, el reconocimiento y el valor añadido que aporta cada persona.

## Propiedades de la redarquía
Estas son las propiedades que mejor definen y caracterizan[cita requerida] a las estructuras redárquicas:
- Colaboración.
- Autogestión.
- Transparencia.
- Emergencia.
- Coherencia.
- Participación.
- Interdependencia.
- Apertura.
- Adaptabilidad.
- Libertad.
- Aprendizaje.

## Publicaciones
- Márquez, Marcelo (2009). Gestión del talento humano. Neuquén: Universidad Nacional del Comahue. ISBN 978-987-604-138-6.
- Márquez, Marcelo (2011). Liderazgo, gestión de equipos y redarquía. Neuquén: La Herradura. ISBN 978-987-26785-0-0.
- Cabrera, José (2014). Redarquía - Más allá de la Jerarquía. Madrid: Rasche. ISBN 978-84-942576-2-9.